# Pico Alto (Vila do Porto)

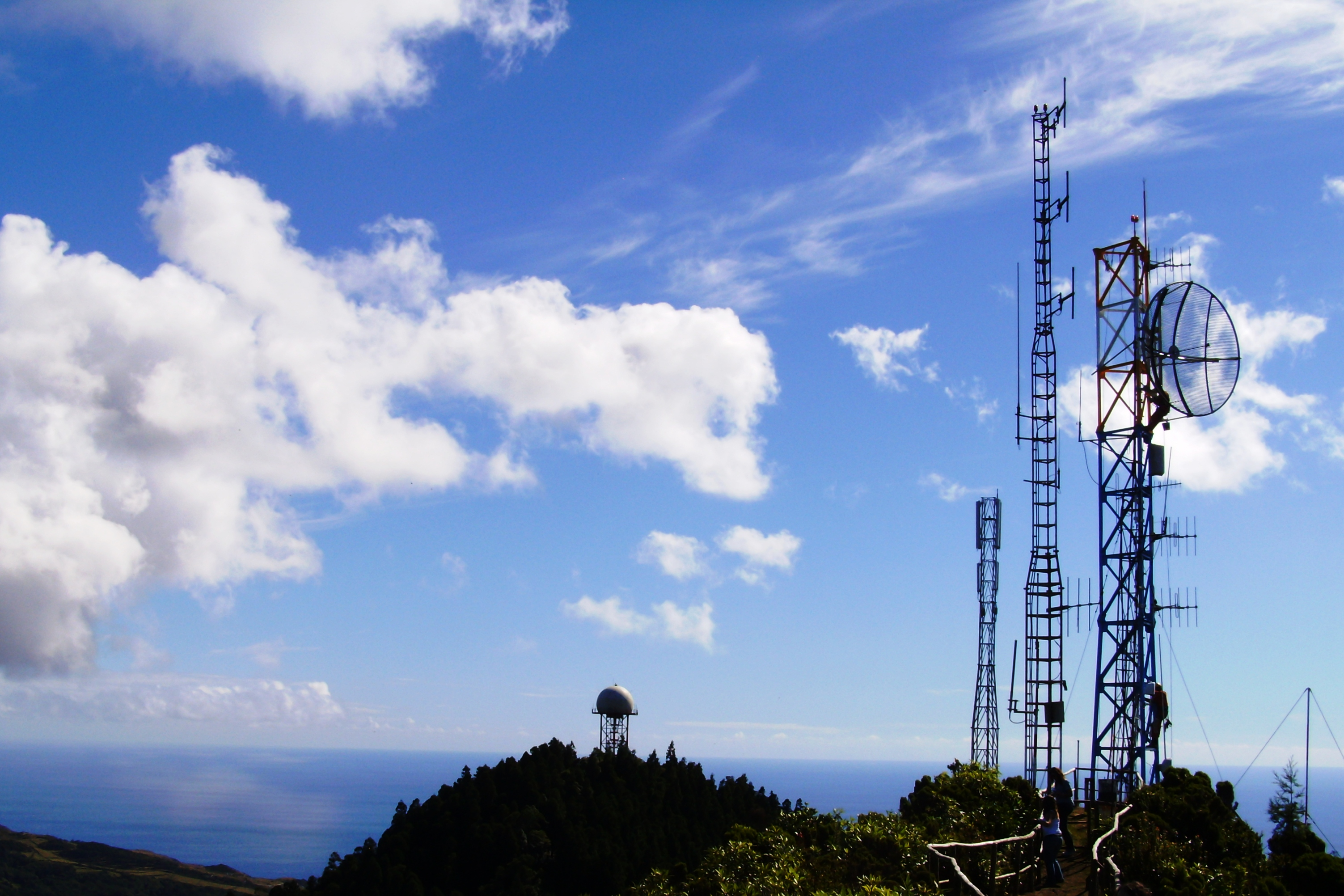
Pico Alto, ilha de Santa Maria: torres de comunicação.

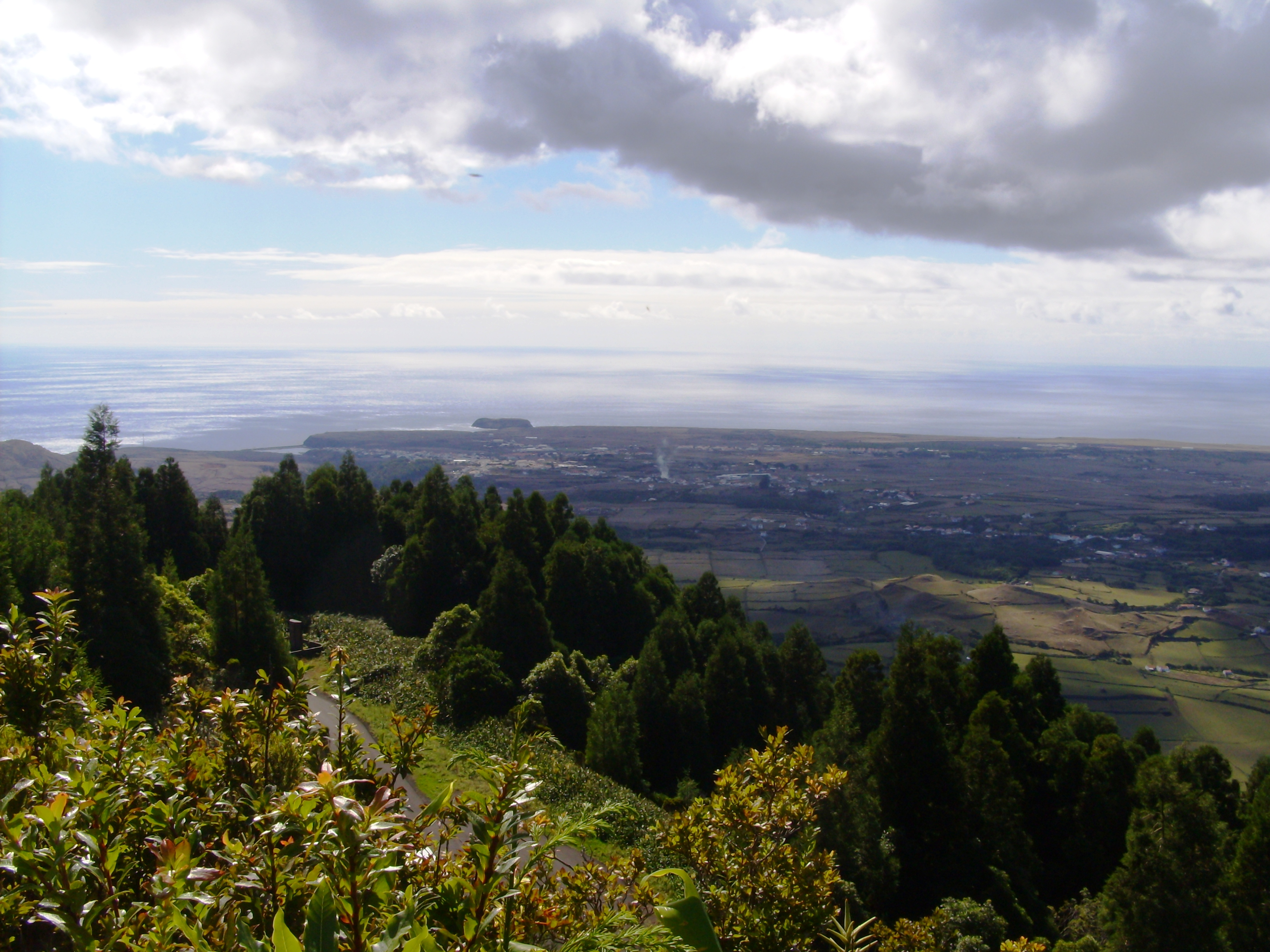
Vista panorâmica de Santa Maria a partir do Pico Alto. Ao fundo, Vila do Porto.

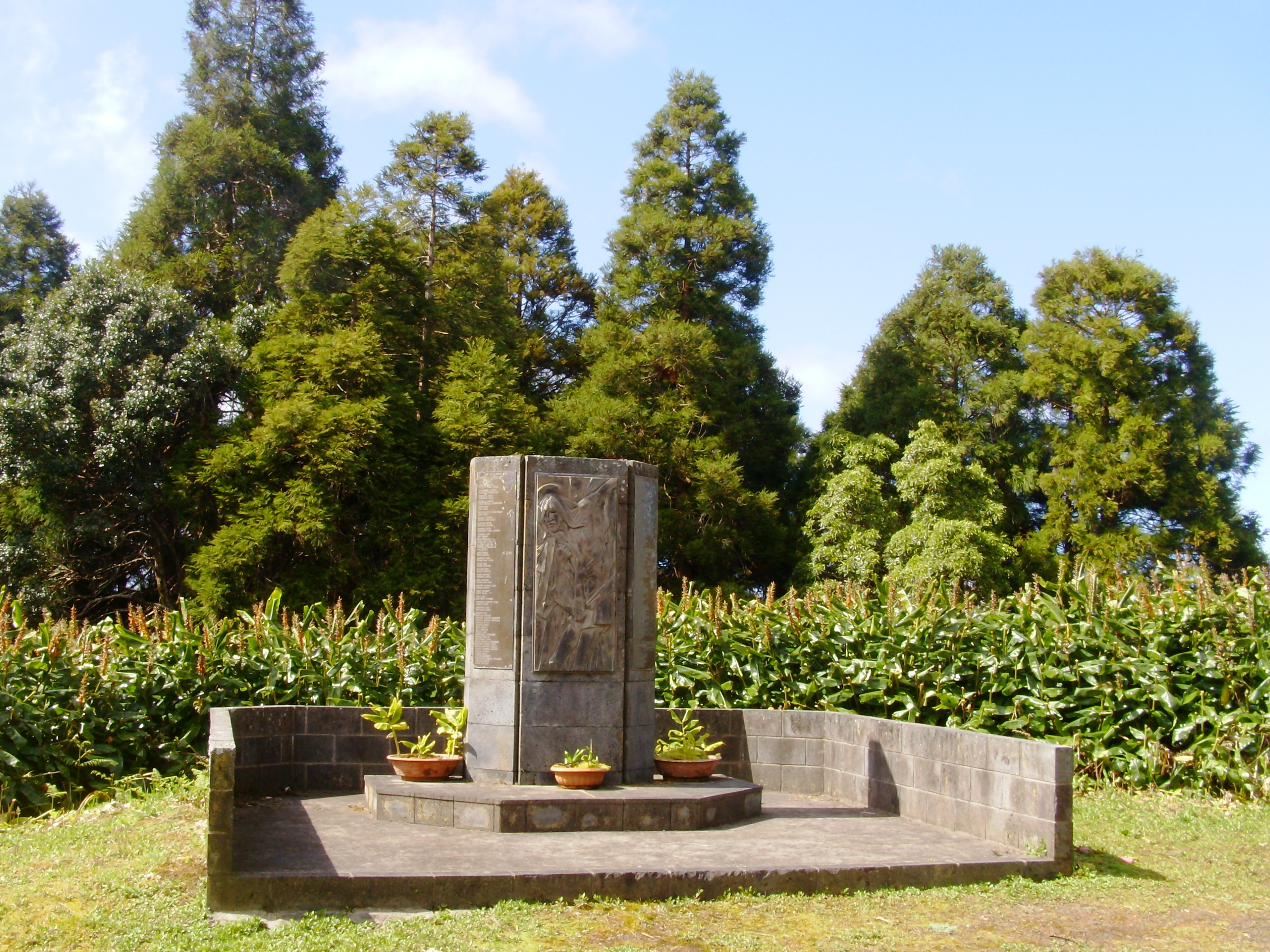
Pico Alto: monumento aos mortos no voo 1851.

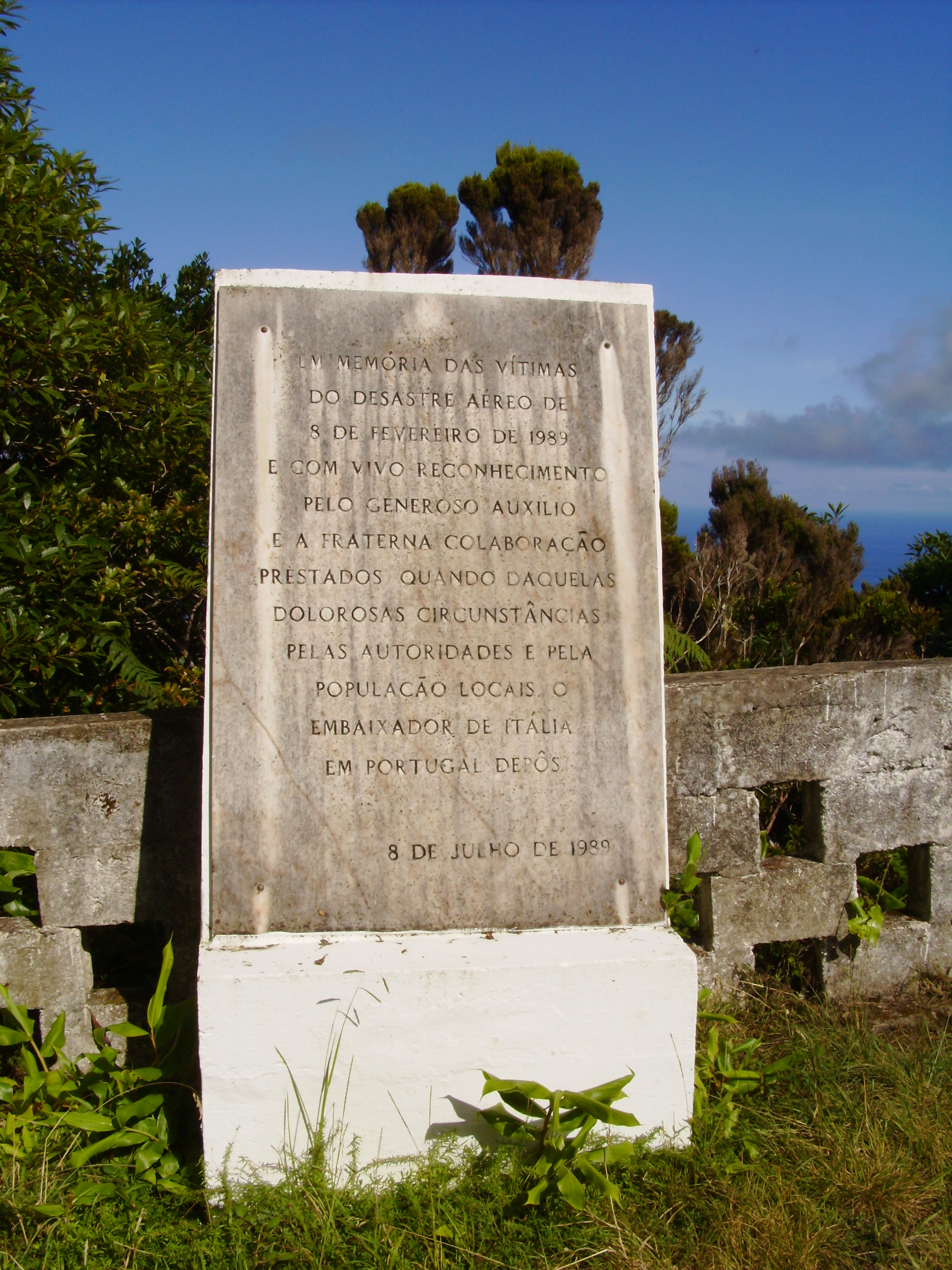
Pico Alto: monumento aos mortos no voo 1851.

O Pico Alto localiza-se na freguesia de Santa Bárbara, concelho da Vila do Porto, na ilha de Santa Maria, nos Açores.
É o acidente geológico dominante da ilha, com o seu pico elevando-se a 587 metros acima do nível do mar.
Devido à sua altitude é determinante para o ciclo hidrológico na ilha, promovendo a intercepção da humidade dos ventos e permitindo a formação de nuvens orográficas em seu topo, o que propicia a chamada precipitação oculta. A água assim obtida permite condições para a existência de uma vegetação rica em suas encostas e de algum pasto.
Nesta região situam-se as freguesias de Santa Bárbara e de Santo Espírito, as mais rurais e mais agrícolas da ilha e as elevações do Pico da Faleira, do Pico do Penedo.
Do cimo deste pico é possível ter uma vista panorâmica sobre a paisagem da ilha.

## Acidentes aéreos
Já três aeronaves colidiram contra a montanha.

### A queda do Douglas C-54
Um Douglas C-54, aeronave de transporte militar, despenhou-se no Pico Alto no início de julho de 1945, ainda ao tempo da "American Air Force (AAF) Base / Santa Maria".

### A queda do Piper Aztec
Um Piper Aztec do Paquistão, em 5 de outubro de 1964, colidiu com o Pico Alto, perecendo o piloto e o co-piloto.

### A queda do Boeing 707-300
Aqui se registou a queda de uma aeronave de passageiros Boeing 707-331B, às 13h30 (hora local) de 8 de fevereiro de 1989. Pereceram 137 passageiros e 7 membros da tripulação, no que se constituiu, à época, no "o maior desastre aéreo ocorrido em território nacional". O impacto deu-se a 546 metros de altitude, durante a manobra de aproximação à pista, a uma velocidade de 226 nós (426 km/k), acarretando a dissipação dos destroços por uma vasta área. Os corpos, carbonizados, mutilados e irreconhecíveis, distribuíram-se por vários quilómetros quadrados, na mata.
As causas apontadas pela investigação para o acidente foram:
1. Devido à transmissão da Torre de Controlo do Aeroporto de Santa Maria, a aeronave ficou 240 pés abaixo do que era indicado a bordo;
2. Comunicações técnicas deficientes por parte do 1º oficial que começou a fase descendente para os 3 000 pés, indicados pela torre de controlo, sem que esta tivesse acabado a transmissão;
3. A torre de controlo não confirmou se as transmissões para a descida foram recebidas;
4. A tripulação não respeitou os procedimentos estabelecidos nos manuais da companhia, nomeadamente no que diz respeito à disciplina de cockpit, ao briefing de aproximação e à confirmação das autorizações para a descida, uma vez que se encontravam abaixo dos 10 000 pés (3 048 metros) de altitude;
5. Apatia geral da tripulação, no que diz respeito, ao GPWS e aos valores mínimos de altitude;
6. Não houve uso da fraseologia standard, tanto por parte do controlador aéreo, quanto pela tripulação, nas comunicações;
7. Inexperiência da tripulação em voos internacionais, principalmente do 1º oficial;
8. Treino deficiente da tripulação no que concerne ao GPWS;
9. Utilização de uma rota não autorizada segundo a AIP-Portugal (Aeronautical Information Publication);
10. O plano de voo foi efetuado de uma forma deficiente.

Entre os 170 acidentes envolvendo aeronaves Boeing 707, este foi o quarto com maior número de vítimas. Após o acidente a Independent Air viu suspensos os seus contratos com os operadores turísticos e veio a encerrar as suas atividades em 1990. O desastre também impulsionou a criação da corporação de bombeiros voluntários de Vila do Porto.